# New Windsor (Maryland)
New Windsor é uma cidade  localizada no estado americano de Maryland, no Condado de Carroll.

## Demografia
Segundo o censo americano de 2000, a sua população era de 1303 habitantes.
Em 2006, foi estimada uma população de 1365, um aumento de 62 (4.8%).

## Geografia
De acordo com o United States Census Bureau tem uma área de
1,8 km², dos quais 1,8 km² cobertos por terra e 0,0 km² cobertos por água. New Windsor localiza-se a aproximadamente 225 m acima do nível do mar.

## Localidades na vizinhança
O diagrama seguinte representa as localidades num raio de 20 km ao redor de New Windsor.